# Panghva állomás
Panghva (Banghwa) állomás a szöuli metró 5-ös vonalának állomása, mely Kangszo-ku (Gangseo-gu) kerületben található.

## Viszonylatok
| 5-ös vonal | 5-ös vonal | 5-ös vonal                                                                   |
| ---------- | ---------- | ---------------------------------------------------------------------------- |
| végállomás | fő vonal   | Kehvaszan (Gaehwasan) Szangil-tong (Sangil-dong) vagy Macshon (Macheon) felé |